# Halāl-Schlachthof in Neuss

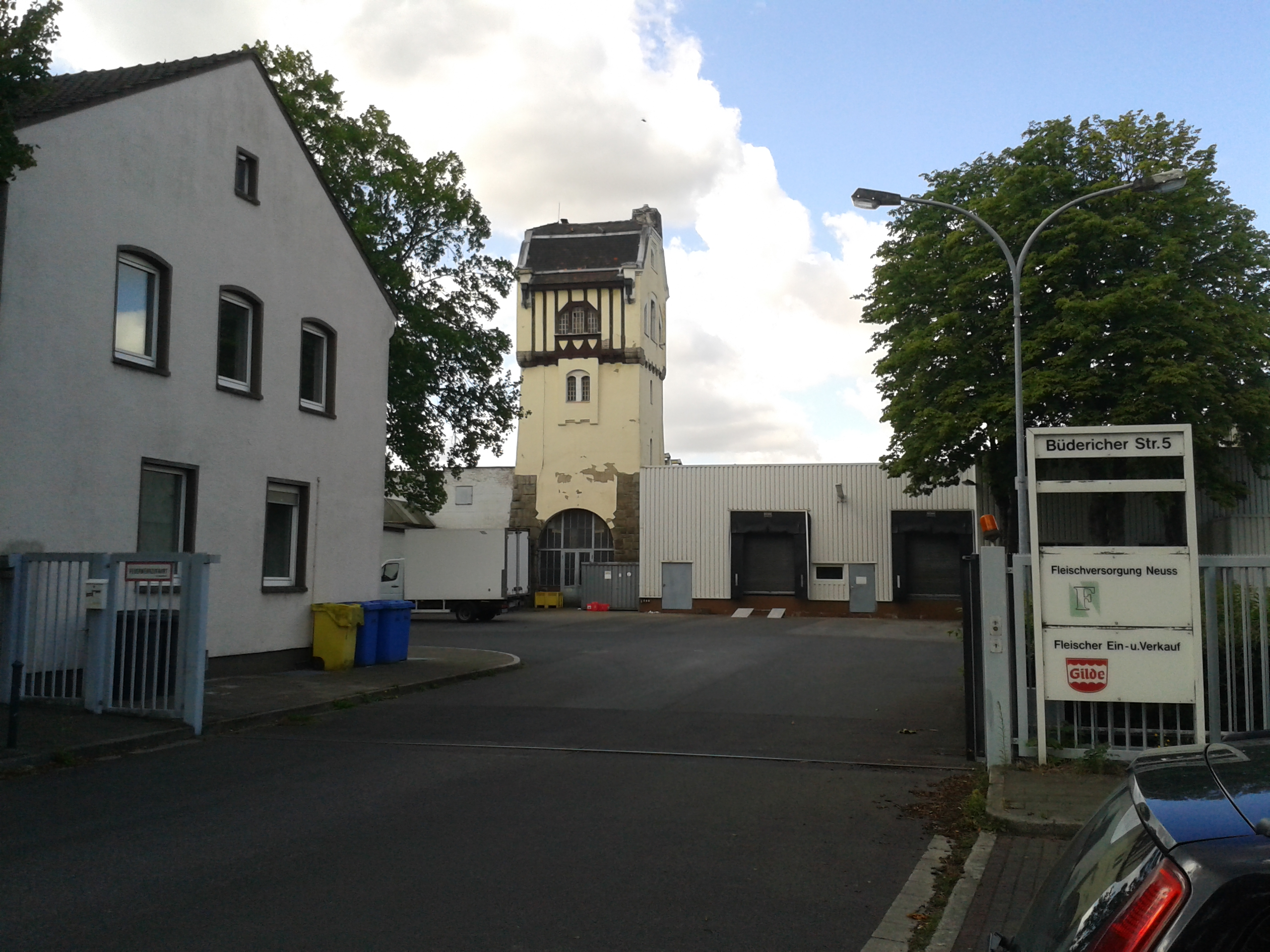
Fleischversorgung Neuss mit Wasserturm von ca. 1903–1905

Der Halāl-Schlachthof in Neuss ist ein Betrieb für Fleischzerlegung in Neuss. Er befindet sich im Barbaraviertel an der Büdericher Straße 5. Er ist der größte Schlachthof seiner Art in Deutschland. Ebenso ist es das größte halales Metzgerei-Unternehmen in Deutschland. Betreiber ist der gebürtige Iraner Amir Baharifar.

## Geschichte
Im Jahr 1830 wurde in Neuss in der Brückstraße der erste Schlachthof eröffnet, es folgte der zweite Schlachthof im Jahr 1865 am Hessentor. Der Schlachthof an der Büdericher Straße 5 wurde ab 1903 errichtet und 1905 als dritter Schlachthof der Stadt eröffnet, denn seit 1868 waren private Schlachthäuser gesetzlich verboten.
Markant auf dem Gelände ist der ehemalige Wasserturm, der noch zur originalen Bausubstanz der Anlage zählt und heute ein Baudenkmal ist. Architekt war Walter Frese. Mitte der 1980er Jahre ging der städtische Betrieb an die Fleischversorgung Neuss GmbH über. 2004 wurde der Schlachtbetrieb eingestellt.
Das Grundstück besitzt eine Fläche von 18.000 m². 2011 wurde das verpachtete Grundstück mit Billigung des Rats für 500.000 Euro an die Fleischversorgung Neuss GmbH verkauft.

## Kritik von Tierschützern
Die Partei Mensch Umwelt Tierschutz kündigte Proteste und Mahnwachen gegen den Schlachthof an. Thomas Schwarz, Vorsitzender im Landesverband NRW und Generalsekretär der Partei, sagte, es sei „an Zynismus kaum zu überbieten“, wenn die Rede davon ist, dass hier nun „Industriegeschichte weitergeschrieben werden soll und mit dem Schächten der Tiere bald wieder Leben in die Hallen einzöge, wo es doch ums Töten geht“. In der Rheinischen Post ruderte Schwarz jedoch zurück: „In anderen Schlachthöfen gibt es weiß Gott schlimmere Zustände.“